# الناقل العصبي للحمض الأميني
|  | الحركة في النهاية المحورية: تنقل الخلية العصبية "أ" إشارة في النهاية المحورية للخلية العصبية "ب" (المتلقية). الخصائص: 1. المُتَقَدِّرَات. 2. الحويصلة المشبكية مع النواقل العصبية. 3. المتلقي التلقائي. 4. يطلق المشبك مع الناقل العصبي(السيروتونين). 5. تتحرك أجهزة الاستقبال خلف المشبك عن طريق الناقل العصبي (لحث الجُهْدُ التَّالِي للمَشْبَك) 6. قَنَواتِ الكالْسْيُوم. 7. إيماس الحويصلة. 8. استرداد الناقل العصبي. |

 إن الناقل العصبي للحمض الأميني هو عبارة عن مواد كيميائية لديها القدرة على نقل الرسالة العصبية عبر المشبك. وتكون النواقل العصبية (الكيميائية) مجمعة في حزم في الحويصلات التي تتجمع تحت غشاء النهاية المحورية في الجانب المشبكي لـ المشبك في عملية تُعرف بـ الإيماس.
يُطلق الناقل العصبي للحمض الأميني(إيماس) التي تعتمد على كالسيوم2 وهي استجابة لـ المشبك. وهناك الأحماض الأمينية التثبيطية الجُهْدُ التَّثْبيطِيُّ التَّالِي للمَشْبَك أو الأحماض الأمينية الاستشارية (الجُهْدُ الاسْتِثارِيُّ التالِي للمَشْبَك). وبعض من الجُهْدُ الاسْتِثارِيُّ التالِي للمَشْبَك هم ال-غلوتامات وال-أسبارتات وال-سيستئين وال-الهموسيستين. وستنشط أنظمة الناقل العصبي هذه خلايا المشبك العصبي. في حين يحتوي بعض الجُهْدُ التَّثْبيطِيُّ التَّالِي للمَشْبَك على حمض غاما أمينو بوتيريك وغليسين وبيتا ألانين والتورين. ويعمل الجُهْدُ التَّثْبيطِيُّ التَّالِي للمَشْبَك على تنشيط خفض خلايا المشبك العصبي.
انظر أيضًا الوظائف غير البروتينية للحمض الأميني